# Consejo Nacional de Patrimonio Cultural (Cuba)
El Consejo Nacional de Patrimonio Cultural (CNPC) es una entidad subordinada al ministerio de Cultura de Cuba, su misión fundamental es la de precisar y declarar los bienes que deben formar parte del patrimonio cultural de la nación, los cuales estarán sujetos a los preceptos de la Ley n.º 1, Ley de Protección al Patrimonio Cultural, y su Reglamento, el decreto n.º 118 del Consejo de Ministros.
Su estructura la conforma una Presidencia y tres vicepresidencias: Museos, Monumentos y Economía; dos departamentos: Relaciones Públicas e Internacionales, e Informática, además se le subordinan directamente cinco instituciones: Registro Nacional de Bienes Culturales (RNBC), Museo Nacional de Artes Decorativas, Casa Museo Ernest Hemingway, Museo Nacional  de la Danza y Museo Biblioteca Servando Cabrera Moreno. Además, incluye la Comisión Nacional de Monumentos como órgano adscrito .
Su actual presidenta (2018) es Gladys Collazo Usallán. 
El CNPC trabaja por la protección, rescate, conservación, restauración, exhibición, investigación y divulgación del patrimonio cultural y natural, así como por la formación de profesionales en la materia. Ejerce sus funciones en todo el país mediante los Centros Provinciales de Patrimonio Cultural, a los cuales se adscriben los museos, los equipos técnicos de monumentos y los Registros Provinciales de Bienes Culturales. Su acción se extiende no solo al sistema institucional de la cultura, sino también hacia el resto de los organismos que poseen patrimonio cultural o que requieren información, asesoramiento y control dentro y fuera de Cuba.